# Halina Prugar-Ketling
Halina Prugar-Ketling (ur. 26 marca 1929 w Warszawie) – polska montażystka filmowa. Odznaczona w 2016 roku Brązowym Medalem „Zasłużony Kulturze Gloria Artis”.
Pracę w charakterze montażystki Prugar-Ketling zaczynała jeszcze w 1956 roku przy filmach dokumentalnych. W 1958 roku zmontowała pierwszy film fabularny, Ósmy dzień tygodnia (1958) Aleksandra Forda. Współpracowała między innymi z Romanem Polańskim (Nóż w wodzie, 1961), Andrzejem Wajdą (Wszystko na sprzedaż, 1968; Ziemia obiecana, 1974; Człowiek z marmuru, 1976; Człowiek z żelaza, 1981), Andrzejem Żuławskim (Trzecia część nocy, 1971), Filipem Bajonem (Baryton, 1984) oraz Januszem Zaorskim (Jezioro Bodeńskie, 1985). Za montaż serialu Polskie drogi (1976-1977) otrzymała Nagrodę Przewodniczącego Komitetu ds. Radia i Telewizji i stopnia.